# Liste der IATA-Codes/S
Diese Teilliste führt alle IATA-Flughafencodes auf, die mit „S“ beginnen, und enthält Informationen zu den bezeichneten Verkehrsknotenpunkten.

## SA
| IATA | ICAO | Flughafen                                       | Ort            | Region                 | Land            |
| ---- | ---- | ----------------------------------------------- | -------------- | ---------------------- | --------------- |
| SAA  | KSAA | Shively Field                                   | Saratoga       | Wyoming                | USA             |
| SAB  | TNCS | Juancho E. Yrausquin Airport                    | Saba           | Karibische Niederlande | Niederlande     |
| SAC  | KSAC | California Executive Airport                    | Sacramento     | Kalifornien            | USA             |
| SAD  | KSAD | Flughafen Safford                               | Safford        | Arizona                | USA             |
| SAF  | KSAF | Flughafen Santa Fe                              | Santa Fe       | New Mexico             | USA             |
| SAG  | VASD | Flughafen Shirdi                                | Shirdi         | Maharashtra            | Indien          |
| SAH  | OYSN | Flughafen Sanaa                                 | Sanaa          | Sanaa                  | Jemen           |
| SAI  | VDSA | Flughafen Siem Reap-Angkor                      | Siem Reap      | Siem Reap              | Kambodscha      |
| SAK  | BIKR | Flughafen Sauðárkrókur                          | Sauðárkrókur   | Norðurland vestra      | Island          |
| SAL  | MSLP | Flughafen San Salvador                          | San Salvador   | San Salvador           | El Salvador     |
| SAM  | –    | Flugplatz Salamo                                | Salamo         | Milne Bay Province     | Papua-Neuguinea |
| SAN  | KSAN | San Diego International Airport                 | San Diego      | Kalifornien            | USA             |
| SAO  | –    | Metropolitan Area São Paulo (CGH, GRU, VCP)     | São Paulo      | São Paulo              | Brasilien       |
| SAP  | MHLM | Internationaler Flughafen Ramón Villeda Morales | San Pedro Sula | Departamento Cortés    | Honduras        |
| SAQ  | MYAN | Flughafen San Andros                            | Andros Town    | North Abaco            | Bahamas         |
| SAR  | KSAR | Sparta Community Airport                        | Sparta         | Illinois               | USA             |
| SAS  | KSAS | Salton Sea Airport                              | Salton City    | Kalifornien            | USA             |
| SAT  | KSAT | Flughafen San Antonio                           | San Antonio    | Texas                  | USA             |
| SAU  | WATS | Flughafen Sawu                                  | Sawu           | Nusa Tenggara Timur    | Indonesien      |
| SAV  | KSAV | Flughafen Savannah/Hilton Head                  | Savannah       | Georgia                | USA             |
| SAW  | LTFJ | Flughafen Istanbul-Sabiha Gökçen                | Istanbul       | Istanbul               | Türkei          |
| SAX  | –    | Flughafen Sambú                                 | Sambú          | Provinz Darién         | Panama          |
| SAY  | LIQS | Flughafen Siena                                 | Siena          | Toskana                | Italien         |
| SAZ  | GLST | Flugplatz Sasstown                              | Sasstown       | Grand Kru County       | Liberia         |

## SB
| IATA | ICAO | Flughafen                                   | Ort                    | Region                           | Land            |
| ---- | ---- | ------------------------------------------- | ---------------------- | -------------------------------- | --------------- |
| SBA  | KSBA | Santa Barbara Municipal Airport             | Santa Barbara          | Kalifornien                      | USA             |
| SBB  | SVSB | Flugplatz Santa Bárbara de Barinas          | Santa Bárbara          | Barinas                          | Venezuela       |
| SBC  | AYSO | Flugplatz Selbang                           | Selbang                | Western Province                 | Papua-Neuguinea |
| SBD  | KSBD | San Bernardino International Airport        | San Bernardino         | Kalifornien                      | USA             |
| SBE  | AYSA | Flugplatz Suabi                             | Suabi                  | Western Province                 | Papua-Neuguinea |
| SBF  | OADS | Flugplatz Sardeh Band                       | Sardeh Band            | Andar, Ghazni                    | Afghanistan     |
| SBG  | WITN | Flughafen Maimun Saleh                      | Sabang                 | Aceh                             | Indonesien      |
| SBH  | TFFJ | Aéroport de Saint-Barthélemy-Rémy de Haenen | Saint-Barthélemy       | –                                | Frankreich      |
| SBI  | GUSB | Flugplatz Sambailo                          | Koundara               | Koundara                         | Guinea          |
| SBJ  | SNMX | Flugplatz São Mateus                        | São Mateus             | Espírito Santo                   | Brasilien       |
| SBK  | LFRT | Flughafen Saint Brieuc–Armor                | Saint-Brieuc           | Bretagne                         | Frankreich      |
| SBL  | SLSA | Flugplatz Santa Ana del Yacuma              | Santa Ana del Yacuma   | Departamento Beni                | Bolivien        |
| SBM  | KSBM | Sheboygan County Memorial Airpor            | Sheboygan              | Wisconsin                        | USA             |
| SBN  | KSBN | South Bend Airport                          | South Bend             | Indiana                          | USA             |
| SBO  | –    | Salina-Gunnison Airport                     | Salina / Gunnison      | Utah                             | USA             |
| SBP  | KSBP | San Luis Obispo County Regional Airport     | San Luis Obispo        | Kalifornien                      | USA             |
| SBQ  | OPSB | Flugplatz Sibi                              | Sibi                   | Belutschistan                    | Pakistan        |
| SBR  | YSII | Saibai Island Airport                       | Saibai                 | Torres Shire, Queensland         | Australien      |
| SBS  | KSBS | Steamboat Springs Airport                   | Steamboat Springs      | Colorado                         | USA             |
| SBT  | USDA | Flughafen Sabetta                           | Sabetta                | Autonomer Kreis der Jamal-Nenzen | Russland        |
| SBU  | FASB | Flugplatz Springbok                         | Springbok              | Nordkap                          | Südafrika       |
| SBV  | AYSH | Flugplatz Sabah                             | Sabah                  | Bougainville (?)                 | Papua-Neuguinea |
| SBW  | WBGS | Flughafen Sibu                              | Sibu                   | Sarawak                          | Malaysia        |
| SBX  | KSBX | Shelby Airport                              | Shelby                 | Montana                          | USA             |
| SBY  | KSBY | Regionalflughafen Salisbury                 | Salisbury / Ocean City | Maryland                         | USA             |
| SBZ  | LRSB | Aeroportul Internațional Sibiu              | Hermannstadt/Sibiu     | Sibiu                            | Rumänien        |

## SC
| IATA | ICAO | Flughafen                        | Ort                     | Region                      | Land           |
| ---- | ---- | -------------------------------- | ----------------------- | --------------------------- | -------------- |
| SCA  | –    | Flugplatz Santa Catalina         | Santa Catalina          | Bolívar                     | Kolumbien      |
| SCB  | KSCB | Scribner State Airport           | Scribner                | Nebraska                    | USA            |
| SCC  | PASC | Flughafen Deadhorse              | Prudhoe Bay / Deadhorse | Alaska                      | USA            |
| SCD  | MHUL | Flugplatz Sulaco                 | Sulaco                  | Yoro                        | Honduras       |
| SCE  | KUNV | University Park Airport          | State College           | Pennsylvania                | USA            |
| SCF  | KSDL | Scottsdale Airport               | Phoenix                 | Arizona                     | USA            |
| SCG  | YSPK | Spring Creek Airport             | Spring Creek            | Etheridge Shire, Queensland | Australien     |
| SCH  | KSCH | Schenectady County Airport       | Schenectady             | New York                    | USA            |
| SCI  | SVPM | Flugplatz Paramillo              | San Cristóbal           | Táchira                     | Venezuela      |
| SCK  | KSCK | Stockton Metropolitan Airport    | Sacramento              | Kalifornien                 | USA            |
| SCL  | SCEL | Flughafen Santiago de Chile      | Santiago de Chile       | Metropolregion Santiago     | Chile          |
| SCM  | PACM | Scammon Bay Airport              | Scammon Bay             | Alaska                      | USA            |
| SCN  | EDDR | Flughafen Saarbrücken            | Saarbrücken             | Saarland                    | Deutschland    |
| SCO  | UATE | Flughafen Aqtau                  | Aqtau                   | Mangghystau                 | Kasachstan     |
| SCP  | LFNC | Flugplatz Saint-Crépin           | Saint-Crepin            | Provence-Alpes-Côte d’Azur  | Frankreich     |
| SCQ  | LEST | Flughafen Santiago de Compostela | Santiago de Compostela  | Galicien                    | Spanien        |
| SCR  | ESKS | Flughafen Sälen                  | Sälen                   | Dalarnas län                | Schweden       |
| SCS  | EGPM | Scatsta Airport                  | Shetland                | Schottland                  | Großbritannien |
| SCT  | OYSQ | Flughafen Sokotra                | Sokotra                 | Sokotra                     | Jemen          |
| SCU  | MUCU | Flughafen Santiago de Cuba       | Santiago de Cuba        | Santiago                    | Kuba           |
| SCV  | LRSV | Flughafen Suceava                | Suceava                 | Suceava                     | Rumänien       |
| SCW  | UUYY | Flughafen Syktywkar              | Syktywkar               | Komi                        | Russland       |
| SCX  | MMSZ | Flughafen Salina Cruz            | Salina Cruz             | Oaxaca                      | Mexiko         |
| SCY  | SEST | Flughafen San Cristóbal          | San Cristóbal           | Galápagos                   | Ecuador        |
| SCZ  | AGGL | Flughafen Santa-Cruz-Inseln      | Santa-Cruz-Inseln       | Temotu                      | Salomonen      |

## SD
| IATA | ICAO | Flughafen                                           | Ort                   | Region              | Land                    |
| ---- | ---- | --------------------------------------------------- | --------------------- | ------------------- | ----------------------- |
| SDA  | ORBI | vormals für Saddam International Airport, jetzt BGW | Bagdad                | Bagdad              | Irak                    |
| SDB  |      |                                                     | Saldanha Bay          | Westkap             | Südafrika               |
| SDC  |      |                                                     | Sandcreek             |                     | Guyana                  |
| SDD  | FNUB | Flughafen Lubango                                   | Lubango               | Huíla               | Angola                  |
| SDE  | SANE | Flughafen Santiago del Estero                       | Santiago del Estero   | Santiago del Estero | Argentinien             |
| SDF  | KSDF | Flughafen Louisville                                | Louisville            | Kentucky            | USA                     |
| SDG  |      |                                                     | Sanandaj              | Kurdistan           | Iran                    |
| SDH  |      |                                                     | Santa Rosa de Copán   | Copán               | Honduras                |
| SDI  |      |                                                     | Saidor                |                     | Papua-Neuguinea         |
| SDJ  | RJSS | Flughafen Sendai                                    | Sendai                | Präfektur Miyagi    | Japan                   |
| SDK  | WBKS | Flughafen Sandakan                                  | Sandakan              | Sabah               | Malaysia                |
| SDL  |      |                                                     | Sundsvall (Härnösand) | Västernorrlands län | Schweden                |
| SDM  | KSDM | Brown Field Municipal                               | San Diego             | Kalifornien         | USA                     |
| SDN  |      | Flughafen Sandane (Anda)                            | Gloppen               | Vestland            | Norwegen                |
| SDO  |      |                                                     | Ryōtsu                | Sado, Niigata       | Japan                   |
| SDP  | PASD | Sand Point Airport                                  | Sand Point            | Alaska              | USA                     |
| SDQ  | MDSD | Flughafen Las Américas                              | Santo Domingo         | Distrito Nacional   | Dominikanische Republik |
| SDR  | LEXJ | Flughafen Santander                                 | Santander             | Kantabrien          | Spanien                 |
| SDS  |      |                                                     | Sado                  | Sado, Niigata       | Japan                   |
| SDT  |      |                                                     | Saidu Sharif          |                     | Pakistan                |
| SDU  | SBRJ | Flughafen Rio de Janeiro-Santos Dumont              | Rio de Janeiro        | Rio de Janeiro      | Brasilien               |
| SDV  | LLSD | Flughafen Sde-Dov                                   | Tel Aviv              |                     | Israel                  |
| SDW  |      |                                                     | Sandwip               |                     | Bangladesch             |
| SDX  |      |                                                     | Sedona                | Arizona             | USA                     |
| SDY  |      | Sidney-Richland Municipal Airport                   | Sidney                | Montana             | USA                     |
| SDZ  | n/a  | Sammelcode für Shetlandinseln (LWK, LSI, SCS)       | Shetlandinseln        | Schottland          | Großbritannien          |

## SE
| IATA | ICAO | Flughafen                            | Ort                    | Region          | Land           |
| ---- | ---- | ------------------------------------ | ---------------------- | --------------- | -------------- |
| SEA  | KSEA | Seattle-Tacoma International Airport | Seattle                | Washington      | USA            |
| SEB  | HLLS | Flughafen Sabha                      | Sabha                  | Sabha           | Libyen         |
| SED  |      |                                      | Sedom                  |                 | Israel         |
| SEE  | KSEE | Gillespie Field                      | San Diego              | Kalifornien     | USA            |
| SEF  | KSEF | Flughafen Sebring                    | Sebring                | Florida         | USA            |
| SEG  | KSEG | Penn Valley Airport                  | Selinsgrove            | Pennsylvania    | USA            |
| SEH  |      |                                      | Senggeh                | Papua           | Indonesien     |
| SEI  |      |                                      | Senhor do Bonfim       | Bahia           | Brasilien      |
| SEL  | n/a  | Großraum Seoul (GMP, ICN, SSN)       | Seoul                  |                 | Südkorea       |
| SEM  |      | Craig Field                          | Selma                  | Alabama         | USA            |
| SEN  | EGMC | London Southend Airport              | Southend-on-Sea, Essex | England         | Großbritannien |
| SEO  | DISG | Flugplatz Séguéla                    | Séguéla                | Worodougou      | Elfenbeinküste |
| SEP  | KSEP | Stephenville (Clark Field)           | Stephenville           | Texas           | USA            |
| SEQ  |      | Flugplatz Sei Pakning                | Bengkalis              | Riau            | Indonesien     |
| SER  |      | Freeman Municipal Airport            | Seymour                | Indiana         | USA            |
| SES  |      | Selma (Selfield)                     | Selma                  | Alabama         | USA            |
| SET  |      |                                      | San Esteban            |                 | Honduras       |
| SEU  |      |                                      | Seronera               |                 | Tansania       |
| SEV  |      |                                      | Severodonetsk          | Oblast Luhansk  | Ukraine        |
| SEW  |      |                                      | Oase Siwa              | Matruh          | Ägypten        |
| SEX  | EDAS | Sembach Air Base (stillgelegt)       | Sembach                | Rheinland-Pfalz | Deutschland    |
| SEY  | GQNS | Flugplatz Sélibaby                   | Sélibaby               | Guidimaka       | Mauretanien    |
| SEZ  | FSIA | Flughafen Seychellen                 | Victoria               | Mahé            | Seychellen     |

## SF
| IATA | ICAO | Flughafen                             | Ort                    | Region                | Land                        |
| ---- | ---- | ------------------------------------- | ---------------------- | --------------------- | --------------------------- |
| SFA  | DTTX | Sfax-Thyna International              | Sfax                   | Gouvernement Sfax     | Tunesien                    |
| SFB  | KSFB | Orlando Sanford International Airport | Sanford                | Florida               | USA                         |
| SFC  |      |                                       | Saint-François         | Guadeloupe            | Französische Überseegebiete |
| SFD  | SVSR |                                       | San Fernando de Apure  | Apure                 | Venezuela                   |
| SFE  | RPUS |                                       | San Fernando           | La Union              | Philippinen                 |
| SFF  |      | Spokane (Felts Field)                 | Spokane                | Washington            | USA                         |
| SFG  |      | Saint Martin - Esperance              | Grand Case             | Saint-Martin          | Französische Überseegebiete |
| SFH  |      |                                       | San Felipe             | Baja California Norte | Mexiko                      |
| SFJ  | BGSF | Flughafen Kangerlussuaq               | Kangerlussuaq          | Distrikt Sisimiut     | Grönland                    |
| SFK  |      |                                       | Soure                  | Pará                  | Brasilien                   |
| SFL  |      |                                       | São Felipe             |                       | Kap Verde                   |
| SFM  | KSFM | Sanford Seacoast Regional Airport     | Sanford                | Maine                 | USA                         |
| SFN  | SAAV | Flughafen Santa Fe                    | Santa Fe (Sauce Viejo) | Santa Fe              | Argentinien                 |
| SFO  | KSFO | San Francisco International Airport   | San Francisco          | Kalifornien           | USA                         |
| SFP  |      |                                       | Surfers Paradise       | Queensland            | Australien                  |
| SFQ  |      |                                       | Şanlıurfa              | Şanlıurfa             | Türkei                      |
| SFR  |      |                                       | San Fernando           | Kalifornien           | USA                         |
| SFS  |      |                                       | Subic-Bucht            | Luzon                 | Philippinen                 |
| SFT  | ESNS | Flughafen Skellefteå                  | Skellefteå             | Västerbottens län     | Schweden                    |
| SFU  |      |                                       | Safia                  |                       | Papua-Neuguinea             |
| SFV  |      |                                       | Santa Fé do Sul        | São Paulo             | Brasilien                   |
| SFW  |      |                                       | Santa Fe               |                       | Panama                      |
| SFX  |      | Aeropuerto de Macagua                 | Ciudad Guayana         | Bolívar               | Venezuela                   |
| SFY  | –    | Großraum Springfield (BDL, CEF)       | Springfield            | Massachusetts         | USA                         |
| SFZ  | KSFZ | North Central State Airport           | Pawtucket              | Rhode Island          | USA                         |

## SG
| IATA | ICAO | Flughafen                             | Ort               | Region              | Land            |
| ---- | ---- | ------------------------------------- | ----------------- | ------------------- | --------------- |
| SGA  |      |                                       | Sheghnan          | Badachschan         | Afghanistan     |
| SGB  |      |                                       | Singaua           |                     | Papua-Neuguinea |
| SGC  | USRR | Flughafen Surgut                      | Surgut            | Tyumen              | Russland        |
| SGD  | EKSB | Flughafen Sønderborg                  | Sønderborg        | Syddanmark          | Dänemark        |
| SGE  | EDGS | Flughafen Siegerland                  | Siegen            | Nordrhein-Westfalen | Deutschland     |
| SGF  | KSGF | Springfield–Branson National Airport  | Springfield       | Missouri            | USA             |
| SGH  | KSGH | Springfield-Beckley Municipal Airport | Springfield       | Ohio                | USA             |
| SGI  | OPSR | PAF Base Mushaf                       | Sargodha          | Punjab              | Pakistan        |
| SGJ  | KSGJ | Northeast Florida Regional Airport    | St. Augustine     | Florida             | USA             |
| SGK  |      |                                       | Sangapi           |                     | Papua-Neuguinea |
| SGL  | RPLS | Sangley Point                         | Manila            |                     | Philippinen     |
| SGM  |      | San Ignacio Airfield                  | San Ignacio       | Baja California Sur | Mexiko          |
| SGN  | VVTS | Tân Sơn Nhứt                          | Ho-Chi-Minh-Stadt |                     | Vietnam         |
| SGO  |      |                                       | St. George        | Queensland          | Australien      |
| SGP  |      |                                       | Shay Gap          | Western Australia   | Australien      |
| SGQ  |      | Sangkimah Airport                     | Sangatta          | Kalimantan Timur    | Indonesien      |
| SGR  |      | Hull Field                            | Sugar Land        | Texas               | USA             |
| SGS  |      | Sanga Sanga                           | Bonggao           | Tawi-Tawi           | Philippinen     |
| SGT  | KSGT | Stuttgart Municipal Airport           | Stuttgart         | Arkansas            | USA             |
| SGU  | KSGU | Regionalflughafen St. George          | St. George        | Utah                | USA             |
| SGV  |      |                                       | Sierra Grande     | Río Negro           | Argentinien     |
| SGW  |      | Saginaw (Harry W. Browne Airport)     | Saginaw           | Michigan            | USA             |
| SGX  |      |                                       | Songea            | Ruvuma              | Tansania        |
| SGY  | PAGY | Flughafen Skagway                     | Skagway           | Alaska              | USA             |
| SGZ  |      |                                       | Songkhla          | Südthailand         | Thailand        |

## SH
| IATA | ICAO | Flughafen                                   | Ort          | Region             | Land                         |
| ---- | ---- | ------------------------------------------- | ------------ | ------------------ | ---------------------------- |
| SHA  | ZSSS | Flughafen Shanghai-Hongqiao                 | Shanghai     | –                  | Volksrepublik China          |
| SHB  | RJCN | Flughafen Nakashibetsu                      | Nakashibetsu | Hokkaidō           | Japan                        |
| SHC  | HASC | Flughafen Shire                             | Shire        | Tigray             | Äthiopien                    |
| SHD  | KSHD | Shenandoah Valley                           | Staunton     | Virginia           | USA                          |
| SHE  | ZYTX | Flughafen Shenyang Taoxian                  | Shenyang     | Liaoning           | VR China                     |
| SHF  | ZWHZ | Shihezi Huayuan Airport                     | Shanhaiguan  | Hebei              | VR China                     |
| SHG  | PAHG | Shungnak Airport                            | Shugnak      | Alaska             | USA                          |
| SHH  | PASH | Shishmaref Airport                          | Shishmaref   | Alaska             | USA                          |
| SHI  | RORS | Flughafen Shimoji-shima                     | Shimojishima | Okinawa            | Japan                        |
| SHJ  | OMSJ | Flughafen Schardscha                        | Schardscha   | Schardscha         | Vereinigte Arabische Emirate |
| SHK  | FXSH | Sehonghong Airport                          | Sehonghong   | Thaba-Tseka        | Lesotho                      |
| SHL  | VEBI | Flughafen Shillong                          | Shillong     | Meghalaya          | Indien                       |
| SHM  | RJBD | Nanki–Shirahama Airport                     | Shirahama    | Präfektur Wakayama | Japan                        |
| SHN  | KSHN | Shelton - Sanderson Field                   | Shelton      | Washington         | USA                          |
| SHO  | FDSK | Internationaler Flughafen König Mswati III. | Mpaka        | Lubombo            | Eswatini                     |
| SHP  | FHSH | Qinhuangdao Shanhaiguan Airport             | Qinhuangdao  | Hebei              | VR China                     |
| SHQ  | YSPT | Southport Airport                           | Southport    | Queensland         | Australien                   |
| SHR  | KSHR | Sheridan County Airport                     | Sheridan     | Wyoming            | USA                          |
| SHS  | ZHSS | Shashi Airport                              | Shashi       | Hubei              | VR China                     |
| SHT  | YSHT | Shepparton Airport                          | Shepparton   | Victoria           | Australien                   |
| SHU  | YSMP | Smith Point Airport                         | Smith Point  | Northern Territory | Australien                   |
| SHV  | KSHV | Shreveport Regional Airport                 | Shreveport   | Louisiana          | USA                          |
| SHW  | OESH | Flughafen Scharura                          | Scharura     | Nadschran          | Saudi-Arabien                |
| SHX  | PAHX | Shageluk Airport                            | Shageluk     | Alaska             | USA                          |
| SHY  | HTSY | Flughafen Shinyanga                         | Shinyanga    | Shinyanga          | Tansania                     |
| SHZ  | FXSS | Seshutes Airport                            | Seshutes     | Leribe             | Lesotho                      |

## SI
| IATA | ICAO | Flughafen                               | Ort              | Region                                   | Land            |
| ---- | ---- | --------------------------------------- | ---------------- | ---------------------------------------- | --------------- |
| SIA  |      | Xiguan Airport                          | Xi’an            | Shaanxi                                  | China           |
| SIB  |      |                                         | Sibiti           | Lékoumou                                 | Republik Kongo  |
| SIC  |      | San José Airport                        | Isla de San José | Veraguas                                 | Panama          |
| SID  | GVAC | Amílcar Cabral International Airport    | Espargos         | Sal                                      | Kap Verde       |
| SIE  |      |                                         | Sines            | Alentejo                                 | Portugal        |
| SIF  | VNSI | Simara Airport                          | Jitpur Simara    | Provinz Nr. 2                            | Nepal           |
| SIG  |      | Ferdinando Luis Ribas                   | San Juan         |                                          | Puerto Rico     |
| SIH  |      |                                         | Silgadi Doti     |                                          | Nepal           |
| SII  |      |                                         | Sidi Ifni        | Souss-Massa-Draâ                         | Marokko         |
| SIJ  | BISI | Flugplatz Siglufjörður                  | Siglufjörður     | Norðurland eystra                        | Island          |
| SIK  |      | Municipal Airport                       | Sikeston         | Missouri                                 | USA             |
| SIL  |      |                                         | Sila             |                                          | Papua-Neuguinea |
| SIM  |      |                                         | Simbai           |                                          | Papua-Neuguinea |
| SIN  | WSSS | Singapur - Changi International Airport | Singapur         |                                          | Singapur        |
| SIO  |      |                                         | Smithton         | Tasmanien                                | Australien      |
| SIP  | UKFF | Internationaler Flughafen Simferopol    | Simferopol       | Krim                                     | Ukraine         |
| SIQ  |      | Dabo Airport                            | Singkep          | Kepulauan Riau                           | Indonesien      |
| SIR  | LSGS | Flughafen Sion                          | Sion             | Wallis                                   | Schweiz         |
| SIS  |      |                                         | Sishen           | Nordkap                                  | Südafrika       |
| SIT  | PASI | Flughafen Sitka Rocky Gutierrez         | Sitka            | Alaska                                   | USA             |
| SIU  |      |                                         | Siuna            | Región Autónoma de la Costa Caribe Norte | Nicaragua       |
| SIV  |      | Sullivan County Airport                 | Sullivan         | Indiana                                  | USA             |
| SIW  | WIMP | Sibisa Airport                          | Parapat          | Sumatra Utara                            | Indonesien      |
| SIX  |      |                                         | Singleton        | New South Wales                          | Australien      |
| SIY  |      | Siskiyou County Airport                 | Montague         | Kalifornien                              | USA             |
| SIZ  |      |                                         | Sissano          |                                          | Papua-Neuguinea |

## SJ
| IATA | ICAO | Flughafen                             | Ort                       | Region                             | Land                         |
| ---- | ---- | ------------------------------------- | ------------------------- | ---------------------------------- | ---------------------------- |
| SJA  | SPJN | Aeródromo de San Juan de Marcona      | San Juan de Marcona       | Ica                                | Peru                         |
| SJB  | SLJO | Flugplatz San Joaquín                 | San Joaquin               | Beni                               | Bolivien                     |
| SJC  | KSJC | San Jose International Airport        | San José                  | Kalifornien                        | USA                          |
| SJD  | MMSD | Flughafen Los Cabos                   | San José del Cabo         | Baja California Sur                | Mexiko                       |
| SJE  | SKSJ | Flughafen San José del Guaviare       | San José del Guaviare     | Guaviare                           | Kolumbien                    |
| SJF  | –    | Cruz Bay Seaplane Base                | St. John                  | –                                  | Amerikanische Jungferninseln |
| SJG  | –    | Flugplatz San Pedro de Jagua          | San Pedro de Jagua, Ubalá | Cundinamarca                       | Kolumbien                    |
| SJH  | –    | Flugplatz San Juan del Cesar          | San Juan del Cesar        | La Guajira                         | Kolumbien                    |
| SJI  | RPUH | San Jose Airport                      | San Jose                  | MIMAROPA                           | Philippinen                  |
| SJJ  | LQSA | Flughafen Sarajevo                    | Sarajevo                  | Föderation Bosnien und Herzegowina | Bosnien und Herzegowina      |
| SJK  | SBSJ | Flughafen São José dos Campos         | São José dos Campos       | São Paulo                          | Brasilien                    |
| SJL  | SBUA | Flughafen São Gabriel de Cachoeira    | São Gabriel da Cachoeira  | Amazonas                           | Brasilien                    |
| SJN  | KSJN | St. Johns Industrial Air Park         | St. Johns                 | Arizona                            | USA                          |
| SJO  | MROC | Juan Santamaría International Airport | San José                  | San José                           | Costa Rica                   |
| SJP  | SBSR | Flughafen São José do Rio Preto       | São José do Rio Preto     | São Paulo                          | Brasilien                    |
| SJQ  | FLSS | Flughafen Sesheke                     | Sesheke                   | Westprovinz                        | Sambia                       |
| SJR  | –    | Flugplatz San Juan de Urabá           | San Juan de Urabá         | Antioquia                          | Kolumbien                    |
| SJS  | SLJE | Flugplatz San José de Chiquitos       | San José de Chiquitos     | Santa Cruz                         | Bolivien                     |
| SJT  | KSJT | Regionalflughafen San Angelo          | San Angelo                | Texas                              | USA                          |
| SJU  | TJSJ | Flughafen San Juan - Luis Muñoz Marín | San Juan                  | Puerto Rico                        | Vereinigte Staaten           |
| SJV  | SLJV | Flugplatz San Javier                  | San Javier                | Santa Cruz                         | Bolivien                     |
| SJW  | ZBSJ | Flughafen Shijiazhuang Daguocun       | Shijiazhuang              | Hebei                              | Volksrepublik China          |
| SJX  | MZSJ | Flugplatz Sarteneja                   | Sarteneja                 | Corozal                            | Belize                       |
| SJY  | EFSI | Flughafen Seinäjoki                   | Seinäjoki                 | Südösterbotten                     | Finnland                     |
| SJZ  | LPSJ | Flughafen São Jorge                   | São Jorge                 | Azoren                             | Portugal                     |

## SK
| IATA | ICAO | Flughafen                                  | Ort           | Region                 | Land                |
| ---- | ---- | ------------------------------------------ | ------------- | ---------------------- | ------------------- |
| SKA  | KSKA | Fairchild Air Force Base                   | Spokane       | Washington             | USA                 |
| SKB  | TKPK | Flughafen Robert L. Bradshaw International | St. Kitts     | St. Kitts              | St. Kitts und Nevis |
| SKC  | AYSU | Flugplatz Suki                             | Suki          | Western                | Papua-Neuguinea     |
| SKD  | UTSS | Flughafen Samarqand                        | Samarqand     | Samarqand              | Usbekistan          |
| SKE  | ENSN | Flughafen Skien                            | Skien         | Telemark               | Norwegen            |
| SKF  | KSKF | Lackland Air Force Base                    | San Antonio   | Texas                  | USA                 |
| SKG  | LGTS | Flughafen Thessaloniki                     | Thessaloniki  | Zentralmakedonien      | Griechenland        |
| SKH  | VNSK | Flughafen Surkhet                          | Birendranagar | Karnali                | Nepal               |
| SKI  | DABP | Flughafen Skikda (außer Betrieb)           | Skikda        | Skikda                 | Algerien            |
| SKK  | PFSH | Shaktoolik Airport                         | Shaktoolik    | Alaska                 | USA                 |
| SKL  | EGEI | Flugplatz Broadford                        | Skye          | Schottland             | Großbritannien      |
| SKM  | –    | Flugplatz Skeldon                          | Skeldon       | East Berbice-Corentyne | Guyana              |
| SKN  | ENSK | Flughafen Stokmarknes, Skagen              | Stokmarknes   | Nordland               | Norwegen            |
| SKO  | DNSO | Sultan Abubakar III Airport                | Sokoto        | Sokoto                 | Nigeria             |
| SKP  | LWSK | Flughafen Skopje                           | Skopje        | Skopje                 | Nordmazedonien      |
| SKQ  | FXSK | Sekake Airport                             | Sekake        | Qacha’s Nek            | Lesotho             |
| SKR  | HASK | Flughafen Shakiso                          | Shakiso       | Guji-Zone, Oromia      | Äthiopien           |
| SKS  | EKSP | Militärflugplatz Skrydstrup                | Vojens        | Syddanmark             | Dänemark            |
| SKT  | OPST | Sialkot International Airport              | Sialkot       | Punjab                 | Pakistan            |
| SKU  | LGSY | Flughafen Skyros                           | Skyros        | Mittelgriechenland     | Griechenland        |
| SKV  | HESC | Flughafen Santa Katarina-Mount Sinai       | St. Katharina | Dschanub Sina          | Ägypten             |
| SKW  | PASW | Skwentna Airport                           | Skwentna      | Alaska                 | USA                 |
| SKX  | UWPS | Flughafen Saransk                          | Saransk       | Mordwinien             | Russland            |
| SKY  | KSKY | Griffing Sandusky Airport (außer Betrieb)  | Sandusky      | Ohio                   | USA                 |
| SKZ  | OPSK | Sukkur Airport                             | Sukkur        | Sindh                  | Pakistan            |

## SL
| IATA | ICAO | Flughafen                                      | Ort             | Region                           | Land                    |
| ---- | ---- | ---------------------------------------------- | --------------- | -------------------------------- | ----------------------- |
| SLA  | SASA | Flughafen Salta                                | Salta           | Salta                            | Argentinien             |
| SLB  |      | Storm Lake Municipal Airport                   | Storm Lake      | Iowa                             | USA                     |
| SLC  | KSLC | Salt Lake City International Airport           | Salt Lake City  | Utah                             | USA                     |
| SLD  | LZSL | Flughafen Sliač                                | Sliač           | Banskobystrický                  | Slowakei                |
| SLE  |      | McNary Field                                   | Salem           | Oregon                           | USA                     |
| SLF  | OESL | Flughafen as-Sulayyil                          | as-Sulayyil     | Riad                             | Saudi-Arabien           |
| SLG  |      | Smith Field                                    | Siloam Springs  | Arkansas                         | USA                     |
| SLH  |      |                                                | Sola            |                                  | Vanuatu                 |
| SLI  |      |                                                | Solwezi         | Nordwestprovinz                  | Sambia                  |
| SLK  |      | Adirondack Airport                             | Saranac Lake    | New York                         | USA                     |
| SLL  | OOSA | Flughafen Salala                               | Salala          | Dhofar                           | Oman                    |
| SLM  | LESA | Flughafen Salamanca                            | Salamanca       | Kastilien und León               | Spanien                 |
| SLN  | KSLN | Regionalflughafen Salina                       | Salina          | Kansas                           | USA                     |
| SLO  |      | Salem-Leckrone Airport                         | Salem           | Illinois                         | USA                     |
| SLP  |      |                                                | San Luis Potosí | San Luis Potosí                  | Mexiko                  |
| SLQ  |      | Sleetmute Airport                              | Sleetmute       | Alaska                           | USA                     |
| SLR  |      | Sulphur Springs Municipal Airport              | Sulphur Springs | Texas                            | USA                     |
| SLS  |      |                                                | Silistra        | Silistra                         | Bulgarien               |
| SLT  |      | Harriet Alexander Field                        | Salida          | Colorado                         | USA                     |
| SLU  |      |                                                | Castries        |                                  | St. Lucia               |
| SLV  | VISM | Flughafen Shimla                               | Shimla          | Himachal Pradesh                 | Indien                  |
| SLW  | MMIO | Flughafen Saltillo                             | Saltillo        | Coahuila                         | Mexiko                  |
| SLX  | MBSY | Salt Cay Airport                               | Salt Cay        |                                  | Turks- und Caicosinseln |
| SLY  | USDD | Flughafen Salechard                            | Salechard       | Autonomer Kreis der Jamal-Nenzen | Russland                |
| SLZ  | SBSL | Aeroporto Internacional Marechal Cunha Machado | São Luís        | Maranhão                         | Brasilien               |

## SM
| IATA | ICAO | Flughafen                   | Ort                     | Region                                         | Land            |
| ---- | ---- | --------------------------- | ----------------------- | ---------------------------------------------- | --------------- |
| SMA  | LPAZ | Flughafen Santa Maria       | Santa Maria             | Azoren                                         | Portugal        |
| SMB  | SCSB | Flugplatz Franco Bianco     | Cerro Sombrero          | Región de Magallanes y de la Antártica Chilena | Chile           |
| SMC  |      |                             | Santa Maria             | Chocó                                          | Kolumbien       |
| SMD  |      | Smith Field                 | Fort Wayne              | Indiana                                        | USA             |
| SME  | KSME |                             | Somerset Pulaski County | Kentucky                                       | USA             |
| SMF  | KSMF | Flughafen Sacramento        | Sacramento              | Kalifornien                                    | USA             |
| SMG  |      |                             | Santa Maria             | Amazonas                                       | Peru            |
| SMH  |      |                             | Sapmanga                |                                                | Papua-Neuguinea |
| SMI  | LGSM | Flughafen Samos-Aristarchos | Samos                   | Nördliche Ägäis                                | Griechenland    |
| SMJ  |      |                             | Sim                     |                                                | Papua-Neuguinea |
| SMK  |      | St. Michael Airport         | St. Michael             | Alaska                                         | USA             |
| SML  |      |                             | Stella Maris            |                                                | Bahamas         |
| SMM  | WBKA | Flughafen Semporna          | Semporna                | Sabah                                          | Malaysia        |
| SMN  |      | Lehmi County Airport        | Salmon                  | Idaho                                          | USA             |
| SMO  | KSMO | Flughafen Santa Monica      | Santa Monica            | Kalifornien                                    | USA             |
| SMP  |      |                             | Stockholm               |                                                | Papua-Neuguinea |
| SMQ  |      |                             | Sampit                  | Kalimantan Tengah                              | Indonesien      |
| SMR  | SKSM | Flughafen Santa Marta       | Santa Marta             | Magdalena                                      | Kolumbien       |
| SMS  |      |                             | Sainte Marie            |                                                | Madagaskar      |
| SMT  |      |                             | Sonne-Mond-See          |                                                | Taiwan          |
| SMU  |      | Sheep Mountain Airport      | Sheep Mountain          | Alaska                                         | USA             |
| SMV  | LSZS | Flugplatz Samedan           | St. Moritz              | Graubünden                                     | Schweiz         |
| SMW  |      |                             | Smara                   | Es Semara                                      | Westsahara      |
| SMX  | KSMX | Santa Maria Public Airport  | Santa Maria             | Kalifornien                                    | USA             |
| SMY  | GOTS | Flugplatz Simenti           | Simenti                 |                                                | Senegal         |
| SMZ  |      |                             | Stoelmans Eiland        |                                                | Suriname        |

## SN
| IATA | ICAO | Flughafen                           | Ort                   | Region             | Land                    |
| ---- | ---- | ----------------------------------- | --------------------- | ------------------ | ----------------------- |
| SNA  | KSNA | John Wayne Airport                  | Santa Ana             | Kalifornien        | USA                     |
| SNB  |      |                                     | Snake Bay             | Northern Territory | Australien              |
| SNC  |      | Flughafen Salinas                   | Salinas               | Santa Elena        | Ecuador                 |
| SND  |      |                                     | Seno                  |                    | Laos                    |
| SNE  |      |                                     | São Nicolau           |                    | Kap Verde               |
| SNF  |      |                                     | San Felipe            | Yaracuy            | Venezuela               |
| SNG  | SLSI | Flughafen San Ignacio               | San Ignacio           | Santa Cruz         | Bolivien                |
| SNH  | YSPE | Flugplatz Stanthorpe                | Stanthorpe            | Queensland         | Australien              |
| SNI  |      |                                     | Greenville            | Sinoe County       | Liberia                 |
| SNJ  |      |                                     | San Julian            |                    | Kuba                    |
| SNK  | KSNK | Winston Field                       | Snyder                | Texas              | USA                     |
| SNL  |      | Shawnee Municipal Airport           | Shawnee               | Oklahoma           | USA                     |
| SNM  |      |                                     | San Ignacio de Moxos  | Beni               | Bolivien                |
| SNN  | EINN | Flughafen Shannon                   | Shannon               | County Clare       | Republik Irland         |
| SNO  | VTUI | Flughafen Sakon Nakhon              | Sakon Nakhon          | Isan               | Thailand                |
| SNP  | PASN | Flugplatz St. Paul Island           | St. Paul              | Alaska             | USA                     |
| SNQ  | KSNQ |                                     | San Quintin           | Baja California    | Mexiko                  |
| SNR  | LFRZ | Flughafen Saint-Nazaire - Montoir   | Saint-Nazaire         | Pays de la Loire   | Frankreich              |
| SNS  | KSNS | Salinas Municipal Airport           | Salinas               | Kalifornien        | USA                     |
| SNT  | SKRU | Las Cruces Airport                  | Sabana de Torres      | Santander          | Kolumbien               |
| SNU  | MUSC | Flughafen Santa Clara               | Santa Clara           | Villa Clara        | Kuba                    |
| SNV  |      | Aeropuerto de Santa Elena de Uiarén | Santa Elena de Uiarén | Bolívar            | Venezuela               |
| SNW  |      |                                     | Thandwe               |                    | Myanmar                 |
| SNX  |      |                                     | Sabana de La Mar      |                    | Dominikanische Republik |
| SNY  | KSNY | Sidney Municipal Airport            | Sidney                | Nebraska           | USA                     |
| SNZ  |      |                                     | Santa Cruz            | Rio de Janeiro     | Brasilien               |

## SO
| IATA | ICAO | Flughafen                         | Ort                           | Region            | Land                   |
| ---- | ---- | --------------------------------- | ----------------------------- | ----------------- | ---------------------- |
| SOA  |      |                                   | Soc Trang                     | Sóc Trăng         | Vietnam                |
| SOB  | LHSM | Flughafen Balaton                 | Hévíz                         | Westtransdanubien | Ungarn                 |
| SOC  | WARQ | Adisumarmo International Airport  | Surakarta                     | Jawa Tengah       | Indonesien             |
| SOD  | SDCO | Flughafen Sorocaba                | Sorocaba                      | São Paulo         | Brasilien              |
| SOE  |      |                                   | Souanke                       |                   | Republik Kongo         |
| SOF  | LBSF | Flughafen Sofia                   | Sofia                         | Sofia             | Bulgarien              |
| SOG  |      |                                   | Sogndal                       | Vestland          | Norwegen               |
| SOH  |      | Solita Airport                    | Solita                        | Caquetá           | Kolumbien              |
| SOI  |      |                                   | South Molle Island            | Queensland        | Australien             |
| SOJ  | ENSR | Flughafen Sørkjosen               | Sørkjosen                     | Nord-Norge        | Norwegen               |
| SOK  |      |                                   | Semongkong                    |                   | Lesotho                |
| SOL  |      | Solomon State Field               | Solomon                       | Alaska            | Vereinigte Staaten     |
| SOM  |      | San Tomé Airport                  | El Tigre                      | Anzoátegui        | Venezuela              |
| SON  | NVSS | Flughafen Luganville              | Luganville                    | Sanma             | Vanuatu                |
| SOO  | ESNY | Flugplatz Söderhamn               | Söderhamn                     |                   | Schweden               |
| SOP  |      |                                   | Southern Pines (Moore County) | North Carolina    | Vereinigte Staaten     |
| SOQ  |      |                                   | Sorong                        | Papua Barat       | Indonesien             |
| SOR  |      |                                   | Al Thaurah                    |                   | Syrien                 |
| SOT  | EFSO | Flugplatz Sodankylä               | Sodankylä                     | Nordlappland      | Finnland               |
| SOU  | EGHI | Southampton International Airport | Southampton                   | England           | Vereinigtes Königreich |
| SOV  |      | Seldovia Airport                  | Seldovia                      | Alaska            | USA                    |
| SOW  |      | Show Low Municipal Airport        | Show Low                      | Arizona           | Vereinigte Staaten     |
| SOX  |      |                                   | Sogamoso                      | Boyacá            | Kolumbien              |
| SOY  |      |                                   | Stronsay                      | Orkney            | Vereinigtes Königreich |
| SOZ  | LFKS | Flughafen Solenzara               | Ventiseri                     | Korsika           | Frankreich             |

## SP
| IATA | ICAO | Flughafen                             | Ort                    | Region             | Land                         |
| ---- | ---- | ------------------------------------- | ---------------------- | ------------------ | ---------------------------- |
| SPA  | KSPA | Downtown Memorial                     | Spartanburg            | South Carolina     | USA                          |
| SPB  |      |                                       | Charlotte Amalie       | Saint Thomas       | Amerikanische Jungferninseln |
| SPC  | GCLA | Flughafen La Palma                    | Santa Cruz de La Palma | Kanarische Inseln  | Spanien                      |
| SPD  | VGSD | Flughafen Saidpur                     | Saidpur                | Rangpur            | Bangladesch                  |
| SPE  |      |                                       | Sepulot                | Sabah              | Malaysia                     |
| SPF  |      | Black Hills Airport                   | Spearfish              | South Dakota       | USA                          |
| SPG  |      | Albert Whitted Airport                | Saint Petersburg       | Florida            | USA                          |
| SPH  |      |                                       | Sopu                   |                    | Papua-Neuguinea              |
| SPI  |      | Capital Airport                       | Springfield            | Illinois           | USA                          |
| SPJ  |      |                                       | Sparta                 | Peloponnes         | Griechenland                 |
| SPK  | –    | Sapporo, Metropolitan Area (CTS, OKD) | Sapporo                | Hokkaidō           | Japan                        |
| SPM  | ETAD | Spangdahlem Air Base                  | Spangdahlem            | Rheinland-Pfalz    | Deutschland                  |
| SPN  | PGSN | Flughafen Saipan                      | Saipan                 | Nördliche Marianen | USA                          |
| SPP  | FNME | Flughafen Menongue                    | Menongue               | Cubango            | Angola                       |
| SPQ  |      | Catalina Sea Plane Base               | San Pedro              | Kalifornien        | USA                          |
| SPR  |      | Ambregris Caye                        | San Pedro              |                    | Belize                       |
| SPS  | KSPS | Sheppard Air Force Base               | Wichita Falls          | Texas              | USA                          |
| SPT  |      |                                       | Sipitang               | Sabah              | Malaysia                     |
| SPU  | LDSD | Flughafen Split-Kaštela               | Split                  | Split-Dalmatien    | Kroatien                     |
| SPV  |      |                                       | Sepik Plains           |                    | Papua-Neuguinea              |
| SPW  |      | Spencer Municipal Airport             | Spencer                | Iowa               | USA                          |
| SPX  | HESX | Flughafen Sphinx International        | Gizeh                  | al-Dschiza         | Ägypten                      |
| SPY  | DISP | Flughafen San-Pédro                   | San-Pédro              | Bas-Sassandra      | Elfenbeinküste               |
| SPZ  |      | Springdale Municipal Airport          | Springdale             | Arkansas           | USA                          |

## SQ
| IATA | ICAO | Flughafen                        | Ort                    | Region            | Land                   |
| ---- | ---- | -------------------------------- | ---------------------- | ----------------- | ---------------------- |
| SQA  | KIZA | Santa Ynez Airport               | Santa Ynez             | Kalifornien       | Vereinigte Staaten     |
| SQB  | –    | Flugplatz Santa Ana              | Piedras                | Tolima            | Kolumbien              |
| SQC  | YSCR | Southern Cross Airport           | Southern Cross         | Western Australia | Australien             |
| SQD  | ZSSR | Flughafen Shangrao               | Shangrao               | Jiangxi           | Volksrepublik China    |
| SQE  | –    | Flugplatz San Luis de Palenque   | San Luis de Palenque   | Casanare          | Kolumbien              |
| SQF  | –    | Flughafen Solano                 | Solano                 | Caquetá           | Kolumbien              |
| SQG  | WIOS | Flughafen Sintang                | Sintang                | Kalimantan Barat  | Indonesien             |
| SQH  | VVNS | Flughafen Nà Sản                 | Sơn La                 | Sơn La            | Vietnam                |
| SQI  | –    | Whiteside County Airport         | Sterling/Rockfalls     | Illinois          | Vereinigte Staaten     |
| SQJ  | ZSSM | Flughafen Sanming                | Sanming                | Fujian            | Volksrepublik China    |
| SQK  | –    | Flugplatz Sidi Barrani           | Sidi Barrani           | Matruh            | Ägypten                |
| SQL  | KSQL | San Carlos Airport               | San Carlos             | Kalifornien       | Vereinigte Staaten     |
| SQM  | SWUA | Flugplatz São Miguel do Araguaia | São Miguel do Araguaia | Goiás             | Brasilien              |
| SQN  | WAPN | Flugplatz Sanana „Emalamo“       | Sanana                 | Maluku Utara      | Indonesien             |
| SQO  | ESUD | Flugplatz Storuman               | Storuman               | Västerbottens län | Schweden               |
| SQQ  | EYSA | Flughafen Šiauliai               | Šiauliai               | Šiauliai          | Litauen                |
| SQR  | WAWS | Flugplatz Soroako                | Soroako (Ostluwu)      | Sulawesi Selatan  | Indonesien             |
| SQS  | MZCF | Matthew Spain Airport            | San Ignacio            | Cayo              | Belize                 |
| SQT  | –    | China Strait Airstrip            | Samarai                | Milne Bay         | Papua-Neuguinea        |
| SQU  | SPOA | Saposoa Airport                  | Saposoa                | San Martín        | Peru                   |
| SQV  | –    | Sequim Valley Airport            | Sequim                 | Washington        | Vereinigte Staaten     |
| SQW  | EKSV | Flugplatz Skive                  | Skive                  | Midtjylland       | Dänemark               |
| SQX  | SSOE | Flugplatz São Miguel do Oeste    | São Miguel do Oeste    | Santa Catarina    | Brasilien              |
| SQY  | SSRU | Flugplatz São Lourenço do Sul    | São Lourenço do Sul    | Rio Grande do Sul | Brasilien              |
| SQZ  | EGXP | RAF Scampton                     | Scampton               | England           | Vereinigtes Königreich |

## SR
| IATA | ICAO | Flughafen                                   | Ort                     | Region              | Land       |
| ---- | ---- | ------------------------------------------- | ----------------------- | ------------------- | ---------- |
| SRA  | SSZR | Flugplatz Santa Rosa                        | Santa Rosa              | Rio Grande do Sul   | Brasilien  |
| SRB  | SLSR | Flugplatz Santa Rosa de Yacuma              | Santa Rosa de Yacuma    | Beni                | Bolivien   |
| SRC  | KSRC | Searcy Municipal Airport                    | Searcy                  | Arkansas            | USA        |
| SRD  | SLRA | Flugplatz San Ramón                         | San Ramón               | Beni                | Bolivien   |
| SRE  | SLAL | Flughafen Alcantarí                         | Sucre                   | Chuquisaca          | Bolivien   |
| SRF  | –    | San Rafael Airport                          | San Rafael              | Kalifornien         | USA        |
| SRG  | WARS | Flughafen Semarang                          | Semarang                | Jawa Tengah         | Indonesien |
| SRH  | FTTA | Flughafen Sarh                              | Sarh                    | Moyen-Chari         | Tschad     |
| SRI  | –    | Flughafen Temindung (nicht mehr in Betrieb) | Samarinda               | Kalimantan Timur    | Indonesien |
| SRJ  | SLSB | Flugplatz San Borja                         | San Borja               | Beni                | Bolivien   |
| SRL  | –    | Flugplatz Palo Verde                        | Santa Rosalía           | Baja California Sur | Mexiko     |
| SRM  | –    | Flugplatz Sandringham Station               | Sandringham Station     | Queensland          | Australien |
| SRN  | YSRN | Flugplatz Strahan                           | Strahan                 | Tasmanien           | Australien |
| SRO  | –    | Flugplatz Santana Ramos                     | Santana Ramos           | Caquetá             | Kolumbien  |
| SRP  | ENSO | Flughafen Stord, Sørstokken                 | Stord                   | Vestland            | Norwegen   |
| SRQ  | KSRQ | Sarasota–Bradenton International Airport    | Sarasota                | Florida             | USA        |
| SRR  | YDUN | Dunwich Airport                             | North Stradbroke Island | Queensland          | Australien |
| SRS  | SKSR | Flughafen San Marcos                        | San Marcos              | Sucre               | Kolumbien  |
| SRT  | HUSO | Flugplatz Soroti                            | Soroti                  | Distrikt Soroti     | Uganda     |
| SRU  | VYFS | Flugplatz Surbung                           | Surbung                 | Chin-Staat          | Myanmar    |
| SRV  | –    | Flugplatz Stony River                       | Stony River             | Alaska              | USA        |
| SRW  | KRUQ | Mid-Carolina Regional Airport               | Salisbury               | North Carolina      | USA        |
| SRX  | HLGD | Flughafen Gardabya                          | Surt                    | Surt                | Libyen     |
| SRY  | OINZ | Flughafen Sāri                              | Sāri                    | Māzandarān          | Iran       |
| SRZ  | SLET | Flughafen El Trompillo                      | Santa Cruz de la Sierra | Santa Cruz          | Bolivien   |

## SS
| IATA | ICAO | Flughafen                          | Ort                              | Region            | Land                         |
| ---- | ---- | ---------------------------------- | -------------------------------- | ----------------- | ---------------------------- |
| SSA  | SBSV | Flughafen Salvador                 | Salvador                         | Bahia             | Brasilien                    |
| SSB  | –    | Christiansted Sea Plane Base       | St.-Croix-Insel                  | –                 | Amerikanische Jungferninseln |
| SSC  | KSSC | Shaw Air Force Base                | Sumter                           | South Carolina    | USA                          |
| SSD  | SCSF | Flugplatz San Felipe               | San Felipe                       | Valparaíso        | Chile                        |
| SSE  | VASL | Flughafen Solapur                  | Solapur                          | Maharashtra       | Indien                       |
| SSF  | KSSF | Stinson Municipal Airport          | San Antonio                      | Texas             | USA                          |
| SSG  | FGSL | Flughafen Malabo                   | Malabo                           | Región Insular    | Äquatorialguinea             |
| SSH  | HESH | Flughafen Scharm asch-Schaich      | Scharm asch-Schaich              | Dschanub Sina     | Ägypten                      |
| SSI  | KSSI | McKinnon St. Simons Island Airport | Brunswick                        | Georgia           | USA                          |
| SSJ  | ENST | Flughafen Sandnessjøen, Stokka     | Sandnessjøen                     | Nordland          | Norwegen                     |
| SSK  | –    | Flugplatz Sturt Creek              | Sturt Creek                      | Western Australia | Australien                   |
| SSL  | SKSL | Flugplatz Santa Rosalía            | Santa Rosalía                    | Vichada           | Kolumbien                    |
| SSM  | –    | Metropolitan Area                  | Sault Ste. Marie                 | Michigan          | USA                          |
| SSN  | RKSM | Seoul Air Base                     | Seongnam                         | Gyeonggi-do       | Südkorea                     |
| SSO  | SNLO | Flugplatz São Lourenço             | São Lourenço                     | Minas Gerais      | Brasilien                    |
| SSP  | YSVP | Flugplatz Silver Plains            | Silver Plains                    | Queensland        | Australien                   |
| SSQ  | –    | Flugplatz La Sarre                 | La Sarre                         | Québec            | Kanada                       |
| SSR  | NVSH | Flugplatz Sara                     | Sara, Pentecost-Insel            | Penama            | Vanuatu                      |
| SSS  | –    | Flugplatz Siassi                   | Umboi-Insel (auch: Siassi-Insel) | Morobe            | Papua-Neuguinea              |
| SST  | SAZL | Flugplatz Santa Teresita           | Santa Teresita                   | Buenos Aires      | Argentinien                  |
| SSV  | –    | Flugplatz Siasi                    | Siasi                            | Sulu              | Philippinen                  |
| SSW  | –    | Stuart Island Airpark              | Stuart Island                    | Washington        | USA                          |
| SSX  | FASN | Flugplatz Singita Lodge            | Singita Safari Lodge             | Mpumalanga        | Südafrika                    |
| SSY  | FNBC | Flughafen Mbanza Congo             | M’banza Kongo                    | Provinz Zaire     | Angola                       |
| SSZ  | SBST | Luftwaffenbasis Santos             | Santos                           | São Paulo         | Brasilien                    |

## ST
| IATA | ICAO | Flughafen                                 | Ort                        | Region            | Land                         |
| ---- | ---- | ----------------------------------------- | -------------------------- | ----------------- | ---------------------------- |
| STA  | EKVJ | Flughafen Stauning                        | Stauning                   | Midtjylland       | Dänemark                     |
| STB  | SVSZ | Flughafen Santa Bárbara del Zulia         | Santa Bárbara del Zulia    | Zulia             | Venezuela                    |
| STC  | KSTC | St. Cloud Regional Airport                | St. Cloud                  | Minnesota         | USA                          |
| STD  | SVSO | Flughafen Mayor Buenaventura Vivas        | Santo Domingo              | Táchira           | Venezuela                    |
| STE  | KSTE | Stevens Point Municipal Airport           | Stevens Point              | Wisconsin         | USA                          |
| STF  | YSTI | Stephens Island Airport                   | Stephens Island            | Queensland        | Australien                   |
| STG  | PAPB | St. George Island Airport                 | St. George Island          | Alaska            | USA                          |
| STH  | YSMR | Strathmore Airport                        | Strathmore                 | Queensland        | Australien                   |
| STI  | MDST | Flughafen Cibao                           | Santiago de los Caballeros | Santiago          | Dominikanische Republik      |
| STJ  | KSTJ | Rosecrans Memorial Airport                | Saint Joseph               | Missouri          | USA                          |
| STK  | KSTK | Sterling Municipal Airport                | Sterling                   | Colorado          | USA                          |
| STL  | KSTL | Lambert-Saint Louis International Airport | St. Louis                  | Missouri          | USA                          |
| STM  | SBSM | Flughafen Santarém                        | Santarém                   | Pará              | Brasilien                    |
| STN  | EGSS | London Stansted Airport                   | London                     | England           | Großbritannien               |
| STO  | –    | Metropolitan Area (ARN, BMA, NYO, VST)    | Stockholm                  | –                 | Schweden                     |
| STP  | KSTP | St. Paul Downtown Airport                 | Minneapolis / Saint Paul   | Minnesota         | USA                          |
| STQ  | KOYM | St. Marys Municipal Airport               | St. Marys                  | Pennsylvania      | USA                          |
| STR  | EDDS | Flughafen Stuttgart                       | Stuttgart                  | Baden-Württemberg | Deutschland                  |
| STS  | KSTS | Flughafen Sonoma County                   | Santa Rosa                 | Kalifornien       | USA                          |
| STT  | TIST | Cyril E. King Airport                     | Saint Thomas               | –                 | Amerikanische Jungferninseln |
| STV  | VASU | Flughafen Surat                           | Surat                      | Gujarat           | Indien                       |
| STW  | URMT | Flughafen Stawropol                       | Stawropol                  | Stawropol         | Russland                     |
| STX  | TISX | Henry E. Rohlsen Airport                  | Saint Croix                | –                 | Amerikanische Jungferninseln |
| STY  | SUSO | Flughafen Nueva Hesperides                | Salto                      | Salto             | Uruguay                      |
| STZ  | SWST | Flugplatz Santa Terezinha                 | Santa Terezinha            | Mato Grosso       | Brasilien                    |

## SU
| IATA | ICAO | Flughafen                     | Ort           | Region          | Land            |
| ---- | ---- | ----------------------------- | ------------- | --------------- | --------------- |
| SUA  |      | Witham Field                  | Stuart        | Florida         | USA             |
| SUB  | WARR | Surabaya Juanda International | Surabaya      | Jawa Timur      | Indonesien      |
| SUC  |      | Schloredt Airport             | Sundance      | Wyoming         | USA             |
| SUD  |      | Stroud Municipal Airport      | Stroud        | Oklahoma        | USA             |
| SUE  |      | Door County                   | Sturgeon Bay  | Wisconsin       | USA             |
| SUF  | LICA | Flughafen Lamezia Terme       | Lamezia Terme | Kalabrien       | Italien         |
| SUG  |      |                               | Surigao City  | Caraga          | Philippinen     |
| SUH  |      |                               | Sur           |                 | Oman            |
| SUI  |      |                               | Sochumi       | Abchasien       | Georgien        |
| SUJ  | LRSM | Flughafen Satu Mare           | Satu Mare     |                 | Rumänien        |
| SUK  |      |                               | Samcheok      | Gangwon-do      | Südkorea        |
| SUL  |      |                               | Sui           | Belutschistan   | Pakistan        |
| SUM  |      | Sumter Municipal Airport      | Sumter        | South Carolina  | USA             |
| SUN  |      | Hailey                        | Sun Valley    | Idaho           | USA             |
| SUO  |      |                               | Sun River     |                 | Großbritannien  |
| SUP  |      |                               | Sumenep       | Jawa Timur      | Indonesien      |
| SUQ  |      | Flugplatz Sucúa (geschlossen) | Sucúa         | Morona Santiago | Ecuador         |
| SUR  |      |                               | Summer Beaver | Ontario         | Kanada          |
| SUS  |      | Spirit of St. Louis Airport   | St. Louis     | Missouri        | USA             |
| SUT  |      |                               | Sumbawanga    | Rukwa           | Tansania        |
| SUU  |      | Travis Air Force Base         | Fairfield     | Kalifornien     | USA             |
| SUV  | NFNA | Flughafen Nausori             | Suva          |                 | Fidschi         |
| SUW  |      | Richard I. Bong Airport       | Superior      | Wisconsin       | USA             |
| SUX  | KSUX | Sioux Gateway Airport         | Sioux City    | Iowa            | USA             |
| SUY  | UENS |                               | Suntar        | Sacha           | Russland        |
| SUZ  |      |                               | Suria         |                 | Papua-Neuguinea |

## SV
| IATA | ICAO | Flughafen                       | Ort                         | Region            | Land                           |
| ---- | ---- | ------------------------------- | --------------------------- | ----------------- | ------------------------------ |
| SVA  |      | Savoonga Airport                |                             | Alaska            | USA                            |
| SVB  |      |                                 | Sambava                     |                   | Madagaskar                     |
| SVC  | KSVC | Flughafen Grant County          | Silver City                 | New Mexico        | USA                            |
| SVD  |      |                                 | Kingstown                   |                   | St. Vincent und die Grenadinen |
| SVE  |      | Susanville Municipal Airport    |                             | Kalifornien       | USA                            |
| SVF  | DBBS | Flugplatz Savè                  | Savè                        | Collines          | Benin                          |
| SVG  | ENZV | Flughafen Stavanger             | Stavanger                   | Rogaland          | Norwegen                       |
| SVH  |      | Statesville Municipal Airport   |                             | NC                | USA                            |
| SVI  |      |                                 | San Vicente del Caguan      |                   | Kolumbien                      |
| SVJ  | ENSH | Flughafen Svolvær, Helle        | Svolvær                     | Lofoten, Nordland | Norwegen                       |
| SVK  |      |                                 | Silver Creek                |                   | Belize                         |
| SVL  | EFSA | Flughafen Savonlinna            | Savonlinna                  |                   | Finnland                       |
| SVM  |      |                                 | St. Paul's Mission          | Queensland        | Australien                     |
| SVN  |      | Hunter Army Air Field           | Savannah                    | Georgia           | USA                            |
| SVO  | UUEE | Flughafen Moskau-Scheremetjewo  | Moskau                      |                   | Russland                       |
| SVP  |      |                                 | Kuito                       | Bié               | Angola                         |
| SVQ  | LEZL | Aeropuerto de Sevilla-San Pablo | Sevilla                     |                   | Spanien                        |
| SVR  |      |                                 | Svay Rieng                  |                   | Kambodscha                     |
| SVS  |      | Stevens Village Airport         |                             | AK                | USA                            |
| SVT  | FBSV | Savuti Airport                  | Savuti (Chobe-Nationalpark) | Chobe             | Botswana                       |
| SVT  |      |                                 | Staverton                   | England           | Großbritannien                 |
| SVU  |      |                                 | Savusavu                    |                   | Fidschi                        |
| SVV  |      |                                 | San Salvador                |                   | Venezuela                      |
| SVW  |      |                                 | Sparrevohn LRRS             | AK                | USA                            |
| SVX  | USSS | Flughafen Jekaterinburg         | Jekaterinburg               | Swerdlowsk        | Russland                       |
| SVY  |      |                                 | Savo                        |                   | Salomonen                      |
| SVZ  |      |                                 | San Antonio                 |                   | Venezuela                      |

## SW
| IATA | ICAO | Flughafen                       | Ort              | Region              | Land            |
| ---- | ---- | ------------------------------- | ---------------- | ------------------- | --------------- |
| SWA  |      |                                 | Shantou          |                     | China           |
| SWB  |      |                                 | Shaw River       | Western Australia   | Australien      |
| SWC  |      |                                 | Stawell          | Victoria            | Australien      |
| SWD  |      | Seward Airport                  |                  | Alaska              | USA             |
| SWE  |      |                                 | Siwea            |                     | Papua-Neuguinea |
| SWF  | KSWF | Flughafen Stewart International | Newburgh         | NY                  | USA             |
| SWG  |      |                                 | Statwag          |                     | Papua-Neuguinea |
| SWH  |      |                                 | Swan Hill        | Victoria            | Australien      |
| SWI  |      |                                 | Swindon          |                     | Großbritannien  |
| SWJ  | NVSX | Flugplatz South West Bay        | South West Bay   | Malampa             | Vanuatu         |
| SWK  |      |                                 | Milano (Segrate) |                     | Italien         |
| SWL  |      |                                 | Spanish Wells    |                     | Bahamas         |
| SWM  |      |                                 | Suia-Missu       | MT                  | Brasilien       |
| SWN  |      |                                 | Sahiwal          |                     | Pakistan        |
| SWO  |      | Stillwater Municipal Airport    |                  | OK                  | USA             |
| SWP  | FYSM | Flugplatz Swakopmund            | Swakopmund       | Erongo              | Namibia         |
| SWQ  |      |                                 | Sumbawa Besar    | Sumbawa             | Indonesien      |
| SWR  |      |                                 | Silur Airport    | Neuirland           | Papua-Neuguinea |
| SWS  | EGFH | Swansea Airport                 | Swansea          | Wales               | Großbritannien  |
| SWT  |      |                                 | Strschewoi       |                     | Russland        |
| SWU  |      |                                 | Suwon            |                     | Südkorea        |
| SWW  |      | Avenger Field                   | Sweetwater       | Texas               | USA             |
| SWX  | FBSW | Flugplatz Shakawe               | Shakawe          | North West District | Botswana        |
| SWY  |      |                                 | Sitiawan         |                     | Malaysia        |

## SX
| IATA | ICAO | Flughafen                                                                                                 | Ort                   | Region                                                   | Land                     |
| ---- | ---- | --- | --------------------- | -------------------------------------------------------- | ------------------------ |
| SXA  |      | | Sialum                |                                                          | Papua-Neuguinea          |
| SXB  | LFST | Flughafen Straßburg                                                                                       | Straßburg             |                                                          | Frankreich               |
| SXC  |      | Catalina Island                                                                                           | Avalon                | Kalifornien                                              | USA                      |
| SXD  |      | Heliport                                                                                                  | Sophia Antipolis      |                                                          | Frankreich               |
| SXE  |      | West Sale Airport                                                                                         | Sale                  | Victoria                                                 | Australien               |
| SXF  | EDDB | Flughafen Berlin-Schönefeld bis 2020, danach im Flughafen Berlin Brandenburg mit dem Code BER aufgegangen | Berlin                | –                                                        | Deutschland              |
| SXG  |      | | Senanga               | Westprovinz                                              | Sambia                   |
| SXH  |      | | Sehulea               |                                                          | Papua-Neuguinea          |
| SXI  |      | | Sirri Island          |                                                          | Iran                     |
| SXJ  | ZWSS | Shanshan Airport                                                                                          | Shanshan              | Xinjiang                                                 | Volksrepublik China      |
| SXK  |      | | Saumlaki              | Maluku                                                   | Indonesien               |
| SXL  |      | | Sligo                 | Connacht                                                 | Republik Irland          |
| SXM  | TNCM | Princess Juliana International Airport                                                                    | –                     | Sint Maarten                                             | Niederländische Antillen |
| SXN  |      | | São José do Xingu     | Mato Grosso                                              | Brasilien                |
| SXO  | SWFX | Flughafen São Félix do Araguaia                                                                           | São Félix do Araguaia | Mato Grosso                                              | Brasilien                |
| SXP  |      | Sheldon Point Airport                                                                                     |                       | Alaska                                                   | USA                      |
| SXQ  |      | Soldotna Airport                                                                                          |                       | Alaska                                                   | USA                      |
| SXR  | VISR | Flughafen Srinagar                                                                                        | Srinagar              | Jammu und Kashmir                                        | Indien                   |
| SXS  |      | | Sahabat 16            |                                                          | Malaysia                 |
| SXT  |      | | Sungei Tiang          |                                                          | Malaysia                 |
| SXU  |      | | Soddo                 | Region der südlichen Nationen, Nationalitäten und Völker | Äthiopien                |
| SXV  | VOSM | Flughafen Salem                                                                                           | Salem                 | Tamil Nadu                                               | Indien                   |
| SXW  |      | Saurem Airport                                                                                            |                       | West New Britain Province                                | Papua-Neuguinea          |
| SXX  |      | | São Félix do Xingu    | Pará                                                     | Brasilien                |
| SXY  |      | Sidney Municipal Airport                                                                                  |                       | New York                                                 | USA                      |

## SY
| IATA | ICAO | Flughafen                                 | Ort             | Region                  | Land           |
| ---- | ---- | ----------------------------------------- | --------------- | ----------------------- | -------------- |
| SYA  |      | Air Force Base                            | Shemya Island   | AK                      | USA            |
| SYB  |      |                                           | Seal Bay        | AK                      | USA            |
| SYD  | YSSY | Kingsford Smith International Airport     | Sydney          | New South Wales         | Australien     |
| SYE  | OYSH | Flughafen Saʿda                           | Saʿda           | Saʿda                   | Jemen          |
| SYF  |      | Silva Bay Airplane Base                   | Gabriola Island | British Columbia        | Kanada         |
| SYI  |      | Bomar Field-Shelbyville Municipal Airport | Shelbyville     | TN                      | USA            |
| SYK  | BIST | Flugplatz Stykkishólmur                   | Stykkishólmur   | Vesturland              | Island         |
| SYL  |      | San Miguel                                | Camp Roberts    | CA                      | USA            |
| SYM  |      |                                           | Simao           |                         | China          |
| SYN  |      | Stanton Airfield                          |                 | MN                      | USA            |
| SYO  |      |                                           | Shonai          |                         | Japan          |
| SYQ  |      |                                           | Shenchiu        |                         | China          |
| SYR  |      | Hancock Int'l Airport                     | Syracuse        | NY                      | USA            |
| SYT  | LFLN | Flugplatz Saint-Yan                       | Saint-Yan       | Bourgogne-Franche-Comté | Frankreich     |
| SYU  |      |                                           | Sue Island      | Queensland              | Australien     |
| SYV  |      | Sylvester Airport                         |                 | GA                      | USA            |
| SYX  | ZJSY | Flughafen Sanya                           | Sanya (Hainan)  | Hainan                  | China          |
| SYY  |      |                                           | Stornway        |                         | Großbritannien |
| SYZ  | OISS | Flughafen Schiras                         | Schiras         | Fars                    | Iran           |

## SZ
| IATA | ICAO | Flughafen                                     | Ort                 | Region                 | Land        |
| ---- | ---- | --------------------------------------------- | ------------------- | ---------------------- | ----------- |
| SZA  | FNSO | Flughafen Soyo                                | Soyo                | Zaire                  | Angola      |
| SZB  | WMSA | Flughafen Kuala Lumpur-Sultan Abdul Aziz Shah | Kuala Lumpur        | –                      | Malaysia    |
| SZE  | HASM | Flughafen Semera                              | Semera              | Afar                   | Äthiopien   |
| SZF  | LTFH | Flughafen Samsun-Çarşamba                     | Samsun              | Samsun                 | Türkei      |
| SZG  | LOWS | Flughafen Salzburg                            | Salzburg            | Salzburg               | Österreich  |
| SZI  | UASZ | Flugplatz Saissan                             | Saissan             | Ostkasachstan          | Kasachstan  |
| SZJ  | MUSN | Flugplatz Siguanea                            | Isla de la Juventud | –                      | Kuba        |
| SZK  | FASZ | Flughafen Skukuza                             | Skukuza             | Mpumalanga             | Südafrika   |
| SZL  | KSZL | Whiteman Air Force Base                       | Knob Noster         | Missouri               | USA         |
| SZM  | FYSS | Flugplatz Sesriem                             | Sesriem-Canyon      | Hardap                 | Namibia     |
| SZN  | KSZN | Flugplatz Santa Cruz Island                   | Santa Barbara       | Kalifornien            | USA         |
| SZP  | KSZP | Santa Paula Airport                           | Santa Paula         | Kalifornien            | USA         |
| SZR  | LBSZ | Flughafen Stara Sagora                        | Stara Sagora        | Stara Sagora           | Bulgarien   |
| SZS  | NZRC | Ryan's Creek Aerodrome                        | Stewart Island      | Southland              | Neuseeland  |
| SZU  | –    | Flugplatz Ségou                               | Ségou               | Ségou                  | Mali        |
| SZV  | ZSSZ | Flughafen Suzhou                              | Suzhou              | Jiangsu                | China       |
| SZW  | EDOP | Flughafen Schwerin-Parchim                    | Schwerin            | Mecklenburg-Vorpommern | Deutschland |
| SZX  | ZGSZ | Shenzhen Baoan International Airport          | Shenzhen            | Guangdong              | China       |
| SZY  | EPSY | Flughafen Szczytno-Szymany                    | Szczytno            | Ermland-Masuren        | Polen       |
| SZZ  | EPSC | Flughafen Stettin-Goleniów                    | Stettin             | Westpommern            | Polen       |